# Hannelore Reischl
Hannelore Reischl (* 10. Juli 1957 in Guntramsdorf) ist eine österreichische Politikerin (SPÖ). Sie war von 2005 bis 2012 Abgeordnete zum Landtag und Mitglied des Wiener Gemeinderats.
Hannelore Reischl trat 1975 in das Bezirkssekretariat Wien-Liesing als Sekretärin ein und war 1996 bis 2002 Bezirksgeschäftsführerin. 2002 wechselte sie als Angestellte zum Verband Wiener Volksbildung (bis 2005) und war zwischen 2005 und 2007 Leiterin der Mieterhilfe und Notfallswohnungen im Wohnservice-Wien. Seit April 2007 arbeitet Reischl als Angestellte der Firma Ing. Reischl GmbH (Garten- und Landschaftsbau).
Hannelore Reischl begann ihre politische Karriere in der SPÖ-Bezirksorganisation Liesing. Sie war 1987 bis 1991 Bezirksrätin und stieg 1991 zur Bezirksvorsteher-Stellvertreterin auf. Ihre Arbeitsschwerpunkte waren dabei nach eigenen Angaben Jugendarbeit, Tätigkeit in der Bezirksentwicklungskommission und die Agenda 21. Im April 2005 wechselte Reischl in den Wiener Landtag und Gemeinderat, wo sie die SPÖ in der 18. Gesetzgebungsperiode im Ausschuss „Wohnen, Wohnbau und Stadterneuerung“ vertritt. Reischl legte ihr Mandat 2012 nieder.